# 크료셸
크료셸(Cryoshell, C R Y O S H E L L)은 덴마크국적 밴드이다. 크료셸의 노래는 바이오니클의 노래이다

## 노래
2007년
- 크리스틴 로렌죠(Christine Lorentzen)의 Creeping in my Soul
- 특징: 바이오니클 바라키 테마곡

2007년
- 페이스 미(Face Me)
- 특징: 바이오니클 토아 마리 테마곡

2008년
- 그래비티 허츠(Gravity Hurts)
- 특징: 바이오니클 판토카 테마곡

2008년
- 클로저 투 더 트루쓰(Closer to the Truth)
- 특징: 바이오니클 미스티카 테마곡

2009년
- 바이바이 바빌론(Bye Bye Babylon)
- 특징: 바이오니클 영화 바이오니클:전설의 부활의 메인 테마곡

## 유래
2007년부터 바이오니클밴드로부터 시작하며 2009년에는 바이바이 바빌론을 부르며 팬들의 큰인기를 얻었다.